# Arcola (Missouri)
Arcola és una població dels Estats Units a l'estat de Missouri. Segons el cens del 2000 tenia 45 habitants.

## Demografia
Segons el cens del 2000, Arcola tenia 45 habitants, 23 habitatges, i 12 famílies. La densitat de població era de 59,9 habitants per km².
Dels 23 habitatges en un 21,7% hi vivien nens de menys de 18 anys, en un 43,5% hi vivien parelles casades, en un 4,3% dones solteres, i en un 47,8% no eren unitats familiars. En el 43,5% dels habitatges hi vivien persones soles el 39,1% de les quals corresponia a persones de 65 anys o més que vivien soles. El nombre mitjà de persones vivint en cada habitatge era d'1,96 i el nombre mitjà de persones que vivien en cada família era de 2,67.
Per edats la població es repartia de la següent manera: un 22,2% tenia menys de 18 anys, un 0% entre 18 i 24, un 15,6% entre 25 i 44, un 26,7% de 45 a 60 i un 35,6% 65 anys o més.
L'edat mediana era de 56 anys. Per cada 100 dones de 18 o més anys hi havia 84,2 homes.
La renda mediana per habitatge era de 15.938 $ i la renda mediana per família de 33.250 $. Els homes tenien una renda mediana de 0 $ mentre que les dones 22.500 $. La renda per capita de la població era de 13.123 $. Entorn del 36,4% de les famílies i el 34% de la població estaven per davall del llindar de pobresa.

## Poblacions més properes
El següent diagrama mostra les poblacions més properes.